# FK Třinec
FK Třinec (voluit: Fotbalový klub Třinec, a.s.) is een Tsjechische voetbalclub uit de Silezische stad Třinec. De club speelde in totaal 6 seizoenen op het hoogste niveau in Tsjecho-Slowakije

## Geschiedenis
In 1921 richtte de Poolstalige bevolking van de stad de voetbalclub KS Siła Trzyniec op. Eén jaar later richtte de Duitstalige bevolking DSV Trzynietz en nog een jaar later de Tsjechischtalige bevolking SK Třinec. In 1937 nam de ijzerfabriek de club over en doopte de naam om in SK TŽ Třinec waarbij de TZ staat voor Třinecké železárny. Ten tijde van het Protectoraat Bohemen en Moravië werden SK TŽ Třinec en KS Siła Trzyniec ontbonden. Na de Tweede Wereldoorlog werden beide clubs wel heropgericht en in 1952 fuseerden beide clubs. De club speelde lang geen rol van betekenis, maar in 1960 belandde de club door een reorganisatie in een van de 11 reeksen van de derde klasse en de club werd meteen kampioen. In 1963 promoveerde de club zelfs naar het hoogste niveau. De elite was echter te hoog gegrepen voor de club en enkel Spartak Hradec Králové en Spartak Motorlet Praag eindigden onder de club.
De terugkeer volgde in 1970 en dit keer kon de club het behoud verzekeren met een tiende plaats op zestien. Het volgende seizoen vocht de club tegen degradatie en in 1973 werd de club voorlaatste. In 1974 werd de club autoritair kampioen met 8 punten voorsprong op LIAZ Jablonec. In de eerste klasse behaalde Třinec evenveel punten als Baník Ostrava en Sparta Praag en werd gered door een beter doelsaldo waardoor het oppermachtige Sparta naar de tweede klasse verwezen werd. Het was slechts uitstel van executie, het volgende seizoen werd de club laatste.
In de tweede klasse speelde de club in de middenmoot en werd vicekampioen in 1979 achter TJ VP Frýdek-Místek, in 1981 achter TJ Vitkovice en in 1983 achter Sklo Union Teplice. Hierna werd de club een middenmoter en in 1987 werd de club laatste. Na vier jaar promoveerde de club terug naar de tweede klasse. In 1994 werd de club vierde, veel concurrentie was weggevalen na de splitsing van Tsjechië en Slowakije. De naam was inmiddels veranderd in Železárny Třinec. Na een aantal jaar middenmoot degradeerde de club in 2001, een jaar eerder werd de huidige naam aangenomen. Na vijf jaar promoveerde de club opnieuw.

## Statistieken
- I. liga: 1963/64, 1970–1973, 1974-1976
- II. liga: 1961–1963, 1964–1970, 1973/74, 1976–1987, 1991–2001, 2006-
- III. liga (II. ČNL/MSFL): 1987–1991, 2001–2006

## Naamswijzigingen

### KS Siła Trzyniec
- 1921 – opgericht als KS Siła Trzyniec (Klub Sportowy Siła Trzyniec, Tsjechisch: SK Sila Třinec)

### SK Třinec
- 1923 – opgericht als SK Třinec (Sportovní klub Třinec)
- 1937 – SK TŽ Třinec (Sportovní klub Třinecké železárny Třinec)
- 1950 – JTO Sokol Železárny Třinec (Jednotná tělovýchovná organizace Sokol Železárny Třinec)
- 1952 – fusie met KS Siła Trzyniec → DSO TŽ Třinec (Dobrovolná sportovní organizace Třinecké železárny Třinec)
- 1953 – DSO Baník Třinec (Dobrovolná sportovní organizace Baník Třinec)
- 1958 – TJ TŽ Třinec (Tělovýchovná jednota Třinecké železárny Třinec
- 1994 – SK Železárny Třinec (Sportovní klub Železárny Třinec)
- 2000 – FK Fotbal Třinec (Fotbalový klub Fotbal Třinec, a.s.)
- 2022 – FK Třinec (Fotbalový klub Třinec, a.s.)

## Erelijst
| Europees tot 1993                      |    |         |
| Winnaar van de Intertoto Cup – groep 4 | 1× | 1971    |
| Nationaal sinds 1993                   |    |         |
| Kampioen van de MSFL                   | 1× | 2012/13 |

## FK Třinec in Europa
- Groep = groepsfase

| Seizoen | Competitie    | Ronde      | Land                | Club              | Totaalscore | 1e W             | 2e W             | PUC |
| ------- | ------------- | ---------- | ------------------- | ----------------- | ----------- | ---------------- | ---------------- | --- |
| 1971    | Intertoto Cup | Groep      | Vlag van Oostenrijk | Austria Wien      | 2-3         | 1-0 (T), 1-3 (U) | 1-0 (T), 1-3 (U) | –   |
|         |               | Groep      | Vlag van Denemarken | Hvidovre IF       | 8-0         | 7-0 (T), 1-0 (U) | 7-0 (T), 1-0 (U) | –   |
|         |               | Groep (1e) | Vlag van Duitsland  | FC Kaiserslautern | 6-1         | 3-0 (T), 3-1 (U) | 3-0 (T), 3-1 (U) | –   |

Zie ook: Deelnemers UEFA-toernooien Tsjecho-Slowakije

## Bekende (oud-)spelers
- Marek Čech
- Jozef Jankech
- Martin Lipčák
- Filip Lukšík
- Zdeněk Pospěch
- Libor Sionko